# Baxter International
Baxter International è un'azienda farmaceutica statunitense con sede a Deerfield, Illinois, specializzata in apparecchiature e prodotti per contrastare l'emofilia, le nefropatie e le malattie del sistema immunitario.

## Storia
Nel 1931 Donald Baxter, un medico californiano di Los Angeles, fondò la Baxter International per la distribuzione di apparecchiature per la fleboclisi, mentre due anni dopo aprì un primo impianto di produzione a Glenview, nell'Illinois.
Le attività di Baxter furono rilevate nel 1935 da Ralph Falk, che sviluppò la sezione di ricerca e sviluppo dell'azienda, brevettando nel 1939 un nuovo metodo di contenimento del sangue, aumentandone la longevità da alcune ore a intere settimane. 
Negli anni '50 Baxter ampliò i suoi orizzonti aprendo un ufficio in Belgio nel 1954 e un importante impianto ad Ashdod in Israele nel 1971, venendo inserita nella lista delle imprese da boicottare stilata dalla Lega araba.
Nel 1956 l'azienda ha introdotto il primo rene artificiale funzionante sul mercato entrando nel 1971 tra le Fortune 500.Nel 1971, Baxter costruì un importante stabilimento produttivo Ashdod Israele. Di conseguenza, la società è stata posta sul Elenco dei boicottaggi della Lega Araba nei primi anni '80. Nel 1982, Baxter acquisì Medcom, Inc New York (stato),azienda con sede fondata da Richard Fuisz, e suo fratello, che aveva grandi mercati negli Stati Uniti e in Arabia Saudita.

## Italia
Il gruppo Baxter in Italia conta circa 1.600 dipendenti distribuiti fra una sede commerciale a Roma e i quattro stabilimenti di produzione siti nei comuni di Grosotto, Sondalo, Medolla e Sesto Fiorentino.